# Musicalsommer Winzendorf

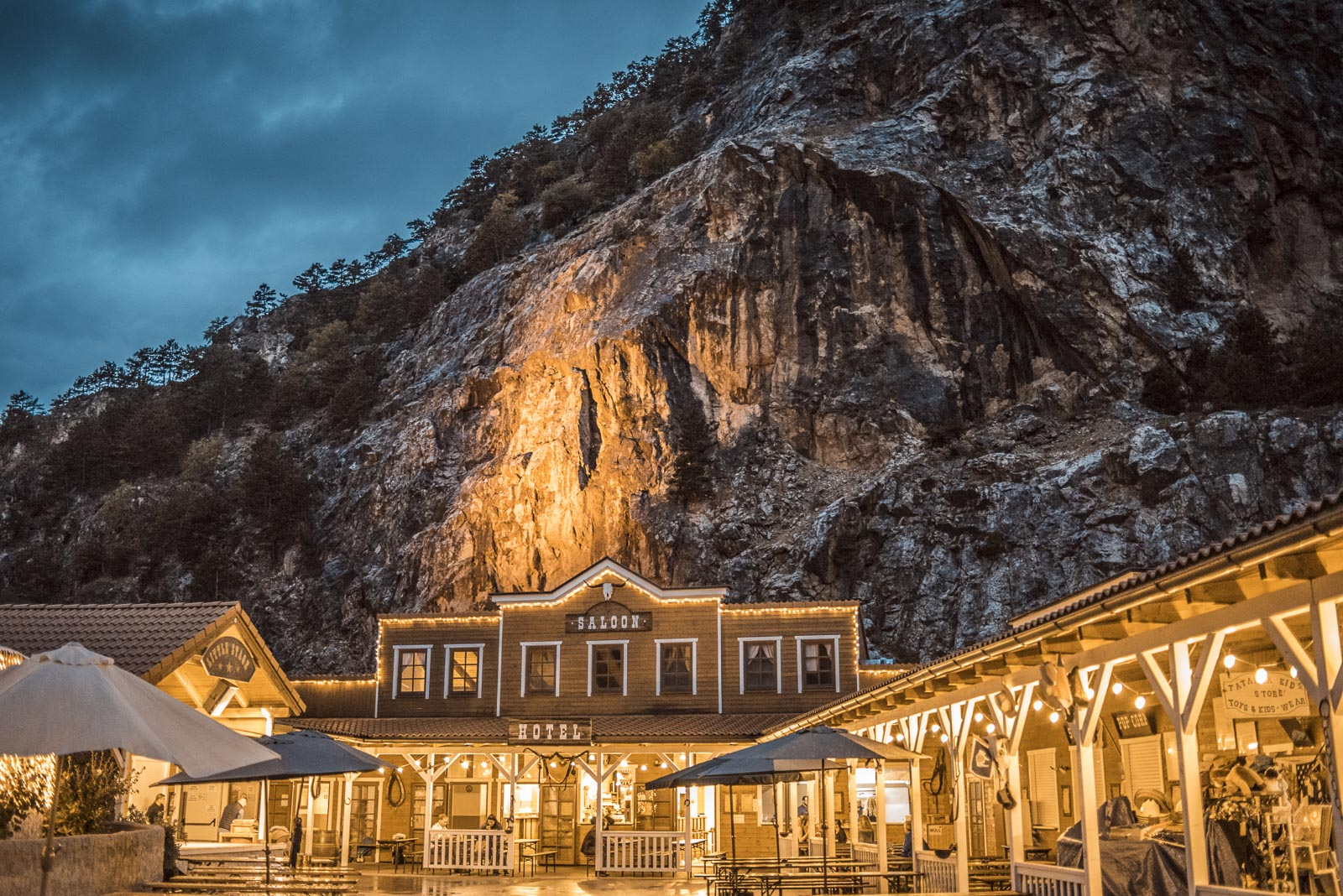
Foyer und Steinbruch Winzendorf

Der Musicalsommer Winzendorf findet seit 2017 jährlich auf der Bühne neben dem stillgelegten Kalksteinbruch bei Winzendorf-Muthmannsdorf nahe Wiener Neustadt statt. Pro Saison produziert der Musicalsommer eine Musical-Inszenierung mit 15 Aufführungen. Der Musicalsommer wurde 2016 von den Produzenten Benedikt Karasek und Jérôme Berg ins Leben gerufen. Die Intendanz hat Marika Lichter inne. Mit seinen 800 Sitzplätzen zählt der Steinbruch zu den größten Musical-Spielstätten Niederösterreichs. Gemeinsam mit den Festspielen Winzendorf wird die Bühne den ganzen Sommer bespielt.

## Geschichte

### Festspiele Winzendorf: Karl-May-Festspiele

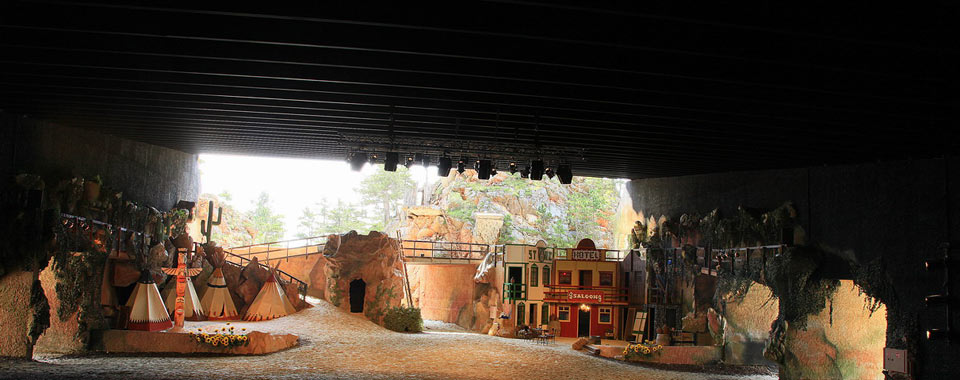
Festspiele Winzendorf, Bühne 2012

Im Jahr 1994 riefen 13 Darsteller der Karl-May-Spiele Gföhl die Karl-May-Festspiele Winzendorf ins Leben und adaptierten den stillgelegten Steinbruch zu einer Bühne. Als Festivalgründerin ist Brigitte Flechl im Vereinsregister eingetragen, die Intendanz der Karl-May-Festspiele hat Martin Exel inne. Als eines der größten Festivals in Niederösterreich sind die Festspiele Winzendorf ein wichtiger Faktor für die kulturelle Regionalentwicklung. Exel verließ die Bühne in den 90ern für einige Zeit, kehrte 2004 jedoch als kaufmännischer Leiter zurück und produzierte gemeinsam mit dem künstlerischen Leiter Thomas Koziol Karl-May- und Westernstücke. In den ersten Jahren gab es noch keine Intendanz oder künstlerische Leitung, sondern wechselnde Regisseure. Von 2007 bis 2011 war die Bühne an den Gföhler Veranstalter Dr. Anton Rohrmoser verpachtet. Martin Exel kaufte das Gelände im Jahr 2012 und ließ es generalsanieren, Zuschauerraum und Bühne überdachen und die Westernstadt erneuern. Das neue Konzept erwies sich mit 12.000 Besuchern als erfolgreich. 2020 wurde der Musicalsommer Winzendorf aufgrund der Maßnahmen gegen das Coronavirus abgesagt.

## Bühne und Lage
Die Bühne liegt eingebettet am Fuße des Steinbruchs. Der Steinbruch verfügt über eine 1500 m² große Freiluftbühne, 797 Sitzplätze und 200 Parkplätze. 2012 wurde die Spielstätte von Martin Exel übernommen, unter dessen Leitung wurde die Anlage generalsaniert, der Zuschauerraum und die Bühne überdacht und die Westernstadt erneuert. Das Fassungsvermögen wurde damit von 11000 auf 800 Personen reduziert. Seit dem Umbau ist die Spielstätte die einzige wetterunabhängige Open-Air-Bühne Niederösterreichs. Die moderne Licht- und Tontechnik erlaubt Inszenierungen, die einer Musicalbühne gerecht werden. Eine weitere Besonderheit der Spielstätte ist die Kinobestuhlung.

## Westernstadt und Rahmenprogramm
Die Bühne im Steinbruch Winzendorf war, Besitzer Martin Exel zufolge, die erste Bühne mit Westernstadt. Hier werden zahlreiche Aktivitäten für Kinder angeboten wie Kinderschminken, Zeichnen, Zielschießen, Bogenschießen etc. und teils auch ein Vorprogramm auf der Saloon-Bühne. Die Gastronomie der Westernstadt richtet sich beim Musicalsommer sowohl nach Auswertungen von Publikumsbefragungen der vorherigen Spielzeiten als auch nach dem jeweiligen Stückinhalt, um unter dem Schlagwort „Erlebnisgastronomie“ das Publikum verpflegen zu können. Damit stellt sich die Bühne mit Westernstadt in die Tradition der niederösterreichischen Festspiele, die großen Wert auf ein Gesamtkonzept anstelle eines reinen Repräsentationstheaters stellen. Vom Bahnhof aus sind Bühne und Westernstadt in 5 Minuten erreichbar.
Kooperationen mit Mohr-Sederl Fruchtwelt, dem Schneebergland und den Wiener Alpen ermöglichen ein umfassenderes Angebot für Musicalbesucher.

## Publikumsforschung und Qualitätssicherung
Die Produzenten Berg und Karasek richten sich bei ihrem Programm nach Angebot und Nachfrage der Kultur. So kommen beim Musicalsommer Qualitätsmanagementprozesse zu tragen und Methoden der Publikumsforschung werden eingesetzt, um für die Aufrechterhaltung der Qualität Sorge tragen zu können.

## Inszenierungen

### Zorro – Das Musical, 2017
„Zorro – das Musical“ erzählt die Geschichte des jungen Diego, der als Zorro zum Rächer des Volkes wird, auf der Vorlage des Romans von Isabel Allende und zur Musik der Gipsy Kings. Das Stück wurde 2017 in Winzendorf inszeniert.
| Position             | Name |
| -------------------- | --- |
| Regie                | Andreas Gergen |
| Musikalische Leitung | Lior Kretzer |
| Choreografie         | Sabine Arthold |
| Maske                | Maja Storbeck |
| Kostüm               | Gerlinde Höglhammer |
| Stuntchoreografie    | Sascha Hödl |
| Zorro                | Armin Kahl |
| Inez                 | Ana Milva Gomes |
| Luisa                | Franziska Kemna |
| Ramon                | Christoph Apfelbeck |
| Sergent Garcia       | Martin Berger |
| Don Alejandro        | Christian-Peter Hauser |
| Junger Diego         | Elias Trausmuth |
| Junge Luisa          | Nina Hübner, Patricia Mitsch, Nina Lehmann |
| Junger Ramon         | Florian Buketics |
| Ensemble             | Romina Stella, Rahel Fuhrimann, Julia Hübner, Lisa Radl, Sophie Schüssler, Bianca Stocker, Sarah Zippusch, Kilian Berger, Paul Csitkovits, Martin Enekel, Florian Klein, Rico Salathe |
| Musik                | Jam Music Lab Orchester |

### 3 Musketiere – Das Musical, 2018
„3 Musketiere – Das Musical“, basierend auf dem Abenteuerroman von Alexandre Dumas’ „Die drei Musketiere“, zeigt zur Musik der Brüder Bolland (bekannt u. a. für den Falco-Hit „Rock me Amadeus“), wie der junge d’Artagnan mit Mut und Hilfe der drei Musketiere für Liebe, Ehre und Frankreich kämpft.
| Position             | Name |
| -------------------- | --- |
| Regie                | Andreas Gergen |
| Musikalische Leitung | Lior Kretzer |
| Choreografie         | Sabine Arthold |
| Maske                | Maja Storbeck |
| Kostüm               | Gerlinde Höglhammer |
| D’Artagnan           | Christopher Dederichs |
| Kardinal Richelieu   | Armin Kahl |
| Milady de Winter     | Lisa Antoni |
| Constance            | Zoe Straub |
| Athos                | Christoph Apfelbeck |
| Porthos              | Dirk Siebenmorgen |
| Aramis               | Florian Fetterle |
| Rochefort            | Lorenz Sandmair |
| Königin Anna         | Sarah Zippusch |
| Ensemble             | Rahel Fuhrmann, Lisa Radl (Dance Captain), Bianca Stocker, Romina Stella, Nadine Zemp, Kilian Berger, Diego Federico, Florian Klein, Maximilian Millen, Kevin Valentine, Max Vazquez |

### Carmen – Das Musical, 2019
Mit Carmen – Das Musical präsentierte der Musicalsommer Winzendorf erstmals eine deutschsprachige Erstaufführung. Das Musical aus der Feder von Norman Allen und Jack Murphy versetzt die tragische Geschichte von Carmen, José und Katarina in eine Zirkusmanege inmitten von Sehnsucht, Intrigen und waghalsigen Stunts. Die Musik stammt von dem Broadway-Komponisten Frank Wildhorn, die Texte übersetzte Thomas Borchert ins Deutsche.
| Position                              | Name |
| ------------------------------------- | --- |
| Regie                                 | Erik Petersen |
| Musikalische Leitung                  | Lior Kretzer |
| Choreografie                          | Sabine Arthold |
| Maske                                 | Jutta Pokorny |
| Bühne und Kostüm                      | Anja Lichtenegger |
| Artistik, Reit- und Stuntchoreografie | Shad Performance |
| Carmen                                | Ana Milva Gomes |
| José                                  | Oliver Arno |
| Katarina Mendoza/Cover Carmen         | Sarah Zippusch |
| Tante Inéz/Wahrsagerin                | Sandra Pires |
| Garcia                                | Lucius Wolter |
| Polizeikommandant Zuniga              | Martin Pasching |
| Bürgermeister Mendoza                 | Nik Raspotnik |
| Ensemble                              | Kilian Berger (Inmar), Michelle Bergé, Karen Danger, Diego Federico (Dance Captain), Elvis Grezda, Florian Klein (Barker), Johannes Pinkel, Kathrin Schreier (Cover Katarina), Bianca Stocker (Dance Captain), Larissa Winkel, Anna Zagler |

### Romeo & Julia – Aufbruch in eine neue Welt – Das Musical, 2022
Aufgrund der österreichweiten Maßnahmen gegen die Covid-19-Pandemie fand erst 2022 eine neue Produktion beim Musicalsommer Winzendorf statt. Das Musical „ROMEO & JULIA – Aufbruch in eine neue Welt“ ist ein Auftragswerk, das vom Autorenteam Benedikt Karasek (Buch & Libretto) und Günther Fiala (Musik & Orchestrierung) verfasst wurde. Die Uraufführung fand am 3. Juni 2022 statt.
| Position             | Name |
| -------------------- | --- |
| Regie                | Benedikt Karasek |
| Musikalische Leitung | Maximilian Klakow |
| Choreografie         | Paul Friess |
| Kostüm               | Anja Lichtenegger |
| Maske                | Katrin Boharty |
| Bühne                | El Lasso |
| Lichtdesign          | David Horswell |
| Sound Engineer       | Fabian Hainzl |
| Stuntchoreographie   | Josef Schützenhofer |
| Julia                | Anna Zagler |
| Romeo                | Eike N. A. Onyambu |
| Julias Amme          | Marika Lichter |
| Lord Capulet         | Axel Herrig |
| Pater Lorenzo        | Ronald Tettinek |
| Fürstin              | Rebecca Soumagné |
| Paris                | Benjamin Oeser |
| Tybalt               | Florian Klein |
| Mercutio             | Alexander Doevendans |
| Benvolio             | Michael Konicek |
| Ensemble             | Kilian Berger, Paul Elias Gierlinger, Tamara Nussbaumer, Lea Marie Hansche, Lilia Höfling, Michael Perner, Amelie Polak, Tina Rosensprung (Cover Amme), Margaréta Vargicová |